# Accord de libre-échange entre la Colombie et les États-Unis
L'Accord de promotion commerciale entre la Colombie et les États-Unis est un accord de libre-échange entre les États-Unis et la Colombie mis en application le 15 mai 2012. Comme de nombreux traités de libre-échange, l'accord crée des polémiques notamment sur questions du droit du travail, du droit de l'environnement ou de la propriété intellectuelle. 

## Histoire
L'accord fait suite au Andean Trade Promotion Act (ATPA) mis en application en 1991 et renouvelé pour 10 ans supplémentaires en 2002 par l'Andean Trade Promotion and Drug Eradication Act. Ces deux accords réduisent les droits de douane par les États-Unis pour les marchandises venant du Pérou, de la Bolivie, de la Colombie et de l'Équateur. 
Le 12 octobre 2011, le Congrès américain a adopté de façon définitive le traité de libre-échange avec la Colombie.